# Víktor Vyjryst
Víktor Viktorovych Vyjryst –en ucraniano, Віктор Вікторович Вихрист – (3 de junio de 1992) es un deportista ucraniano que compite en boxeo.
En los Juegos Europeos de Minsk 2019 obtuvo una medalla de oro en la categoría de +91 kg. Ganó una medalla de oro en el Campeonato Europeo de Boxeo Aficionado de 2017, en la misma categoría.

## Palmarés internacional
| Juegos Europeos    | Juegos Europeos     | Juegos Europeos | Juegos Europeos |
| Año                | Lugar               | Medalla         | Categoría       |
| ------------------ | ------------------- | --------------- | --------------- |
| 2019               | Minsk (Bielorrusia) | Medalla de oro  | +91 kg          |
| Campeonato Europeo |                     |                 |                 |
| Año                | Lugar               | Medalla         | Categoría       |
| 2017               | Járkov (Ucrania)    | Medalla de oro  | +91 kg          |